# 顧謙
顧謙，字仲谦，江苏仪征人。明朝政治人物、进士。

## 生平
建文二年（1400年），顧謙中式庚辰科三甲第六十四名进士，因御史出巡按南诏，使民归化。后历任通政司参议，改为浙江佥事，政绩卓著。有《鲁斋稿》、《爱梅轩集》等。